# 辞書 (ソフトウェア)
辞書（じしょ）は、Appleが開発する辞書ソフトウェア。Mac OS X v10.4以降のmacOSに搭載されている。

## 特徴
最初のバージョンでは、英語以外の言語環境でもアプリケーションの名称は英語の「Dictionary」となっていた。検索できる辞書も英英辞典（New Oxford American Dictionary）だけであった。
Mac OS X v10.5に搭載されたバージョンからは日本語環境では名称が「辞書」と表示されるようになり、小学館による日本語辞書『大辞泉』『プログレッシブ英和・和英中辞典』『類語例解辞典』のほか「Wikipedia」を利用できるようになった。Mac OS X Lion (v10.7) からはアメリカ英語だけではなく、イギリス英語用の辞書（New Oxford Dictionary of English）も収録した。OS X Mountain Lion (v10.8) ではドイツ語・スペイン語・フランス語・簡体字中国語が追加され、日本語の辞書は三省堂の『スーパー大辞林』『ウィズダム英和・和英辞典』に変更された。OS X Mavericks (v10.9) では韓国語・イタリア語・オランダ語の辞書が加わった。
利用できる検索の種類は、見出し語を対象にした前方一致のインクリメンタルサーチのみであり、他の電子辞書で利用できるような後方一致検索や部分一致検索、完全一致検索、全文検索などは利用できない。これによって、検索の種類には多様性がないが、単純で分かりやすい操作性を実現している。検索対象の辞書は、すべての辞書を対象にするほか、各辞書を個別に対象とすることもできる。
取り扱える辞書のフォーマットは公開されており、Appleの提供する開発ツールを利用することで、目的に応じてオリジナルの辞書を開発することができる。新たに開発された辞書を追加することで、辞書の種類を充実させることができる。
他の電子辞書にあまりない特徴として、管理者がペアレンタルコントロールを利用することによって、教育上ふさわしくない単語を閲覧不能にする機能がある。ただしどの見出し語をふさわしくない単語に設定するかは、各辞書のベンダーに委ねられているため、辞書の種類によって実質的には機能しない場合がある。

## Appleディクショナリーパネル
Cocoaアプリケーションには、辞書と連携するための機能が用意されている。対象の単語の上にマウスポインタを置き、 ⌘ command+control+Dを押すと、小さなコンテクストパネルウインドウが表示され、その説明を確認することができる。コンテクストメニュー（右クリックメニュー）の「調べる」や、トラックパッドの3本指タップを用いることもできる。これによって、テキストエディットやSafari、プレビューなどのソフトウェアを利用中に知らない単語に出合ったときに、ウインドウのフォーカスを変えずに、その場で辞書を引くことができる。

## 収録辞書
- Mac OS X v10.4
  - New Oxford American Dictionary
- Mac OS X v10.5
  - Oxford American Writer’s Thesaurus
  - 大辞泉（v10.7まで）
  - プログレッシブ英和・和英中辞典（v10.7まで）
  - 類語例解辞典（v10.7まで）
  - Apple 用語辞典
  - Wikipedia
- Mac OS X Lion 10.7
  - Oxford Dictionary of English
  - Oxford Thesaurus of English
- OS X Mountain Lion 10.8
  - スーパー大辞林
  - ウィズダム英和・和英辞典
  - 现代汉语规范词典（簡体字中国語）
  - Duden-Wissensnetz deutsche Sprache （ドイツ語）
  - Diccionario General de la Lengua Española Vox （スペイン語）
  - Multidictionnaire de la langue française （フランス語）
- OS X Mavericks 10.9
  - 뉴에이스 국어사전 New Ace Korean Language Dictionary（韓国語）
  - 뉴에이스 영한사전 / 뉴에이스 한영사전 New Ace English-Korean Dictionary and New Ace Korean-English Dictionary （韓国語–英語）
  - Dizionario italiano da un affiliato di Oxford University Press （イタリア語）
  - Prisma woordenboek Nederlands （オランダ語）
  - 牛津英汉汉英词典 Oxford Chinese Dictionary（簡体字中国語–英語）
- OS X Yosemite 10.10
  - Dicionário de Português licenciado para Oxford University Press（ポルトガル語）
  - Толковый словарь русского языка（ロシア語）
  - Arkadaş Türkçe Sözlük（トルコ語）
  - พจนานุกรมไทย ฉบับทันสมัยและสมบูรณ์（タイ語）
  - Gran Diccionario Oxford - Español-Inglés • Inglés-Español / Oxford Spanish Dictionary（スペイン語–英語）
  - Norsk Ordbok（ノルウェー語〈ブークモール〉）
- OS X El Capitan 10.11
  - NE Ordbok（スウェーデン語）
  - राजपाल हिन्दी शब्दकोश Rajpal Hindi Dictionary（ヒンディー語）
  - Oxford-Hachette French Dictionary（フランス語–英語）
  - Oxford German Dictionary（ドイツ語–英語）
- macOS Sierra 10.12
  - Oxford Paravia Il Dizionario inglese – italiano/italiano – inglese（イタリア語–英語）
  - Prisma Handwoordenboek Engels（オランダ語–英語）
  - Politikens Nudansk Ordbog（デンマーク語）
  - 五南國語活用辭典（繁体字中国語）
- macOS High Sierra 10.13
  - Oxford Portuguese Dictionary - Português-Inglês • Inglês-Português（ポルトガル語–英語）
  - Oxford Russian Dictionary - Русско-Английский • Англо-Русский（ロシア語–英語）
- macOS High Sierra 10.13.4
  - 譯典通英漢雙向字典（繁体字中国語–英語）
- macOS Mojave 10.14
  - Oxford Arabic Dictionary - عربي-إنجليزي • إنجليزي-عربي （アラビア語–英語）
  - Oxford Hindi Dictionaries - हिन्दी-अंग्रेज़ी • अंग्रेज़ी-हिन्दी （ヒンディー語–英語）
  - מילון אבן-שושן מחודש ומותאם לשנות האלפיים（ヘブライ語）
- macOS Catalina 10.15
  - พจนานุกรมอังกฤษ-ไทย & ไทย-อังกฤษ ฉบับทันสมัยและสมบูรณ์ที่สุด / New SE-ED English-Thai & Thai-English Dictionary（タイ語–英語）
  - Từ điển Lạc Việt（ベトナム語–英語）
- macOS Big Sur 11.0
  - PONS Großwörterbuch Französisch – Deutsch / Deutsch – Französisch（フランス語–ドイツ語）
  - Oxford Study Indonesian Dictionary（インドネシア語–英語）
  - 超級クラウン中日辞典／クラウン日中辞典（簡体字中国語–日本語）
  - Oxford PWN Polish-English Dictionary / Wielki słownik polsko-angielski（ポーランド語–英語）
- macOS Monterey 12.0
  - Oxford Gujarati Dictionaries - ગુજરાતી-અંગ્રેજી • અંગ્રેજી-ગુજરાતી（グジャラート語–英語）
  - Oxford Tamil Dictionaries - தமிழ்-ஆங்கிலம் • ஆங்கிலம்-தமிழ்（タミル語–英語）
  - Oxford Telugu Dictionaries - తెలుగు-ఇంగ్లీష్ • ఇంగ్లీష్-తెలుగు（テルグ語–英語）
  - Oxford Urdu Dictionaries - اردو۔انگریزی • انگریزی-اردو（ウルドゥー語–英語）
  - 英譯廣東口語詞典（広東語〈繁体字〉–英語）
  - 漢英對照成語詞典（繁体字中国語〈香港〉–英語）
  - 商務新詞典（全新版）（繁体字中国語〈香港〉）
  - 汉语成语词典（簡体字中国語）
  - 现代汉语同义词典（簡体字中国語）

## 備考
- Mac OS X v10.4以降は、Dashboard用の辞書ウィジェットがプリインストールされている。
- Mac OS X v10.5ではSpotlightでの検索時に、辞書の検索結果が表示されるようになった。
- macOSの技術上の前身に当たるNEXTSTEP（1989年） には、検索結果を画像入りで表示できる「Digital Webster」という辞書ソフトが添付され、OSの提供する仕組みにより、どのソフトからでも辞書を引くことができた。